# Roches gravées de Palulu
Les sept roches gravées de Palulu constituent un Monument Historique de Guyane, inscrit comme tel par arrêté du 8 mars 2002. Les sept roches sont situées sur la commune de Rémire-Montjoly.
Ces roches font partie d'un ensemble de plusieurs groupes de roches gravées situé sur le flanc sud-ouest du Mahury, constituant un répertoire de l'art et de la symbolique amérindiens. 